# Los Mundos de Aldebarán
Los mundos de Aldebarán (en francés, Les Mondes d'Aldébaran) es una serie de cómics de ciencia ficción francesa escrita e ilustrada por Leo y publicada por Dargaud en francés y por ECC en español. La saga Aldebarán se divide en 7 ciclos: Aldebarán y sus secuelas Betelgeuse, Antares, Supervivientes, Regreso a Aldebarán, Neptuno y Bellatrix. Cada ciclo se compone de unos cinco álbumes, y cada uno corresponde a un planeta diferente. Aunque es posible leer los ciclos por separado, cronológicamente componen un todo coherente. Cada ciclo (y por lo tanto planeta) introduce nuevos personajes secundarios, aunque los héroes centrales de la historia permanecen constantes.
En 2011 tuvo lugar el lanzamiento de un nuevo volumen, Supervivientes (en francés: Survivants), el cual introduce un nuevo conjunto de personajes y se desarrolla simultáneamente con Antares. El siguiente ciclo, Regreso a Aldebaran (en francés: Retour sur Aldebaran) comenzó en 2018.
La serie ha sido traducida a varios idiomas, incluyendo italiano, alemán, holandés, polaco, portugués, croata, español e inglés.

## Argumento

### Situación antes de Aldebarán
Durante el siglo XXI, tras el calentamiento global que tuvo como consecuencia la desviación de la Corriente del Golfo, un aumento en los niveles de contaminación y devastadoras guerras religiosas, las condiciones en la Tierra se degradaron seriamente. Al mismo tiempo, se hicieron enormes avances tecnológicos, en particular la invención de la "Transferencia de Benevides", que permite un viaje espacial más rápido que la luz. Como resultado, se descubrieron nuevos planetas similares a la Tierra potencialmente colonizables.
Millones de dólares han sido invertidos en estos proyectos de colonización por empresas privadas. Los primeros en habitar las nuevas colonias son seleccionados después de misiones de reconocimiento a los planetas recién descubiertos, y las Naciones Unidas han puesto en marcha una carta que regula la colonización de nuevos planetas. Más notablemente, la colonización debe cesar en caso de que se encuentre que el planeta alberga una o, potencialmente, varias especies consideradas evolucionadas, definidas como una especie que ha descubierto el fuego y puede producir herramientas.

### El ciclo Aldebarán
El primer ciclo se abre hacia finales del siglo 22 en el primer planeta colonizado con éxito por la humanidad, Aldebarán-4 (comúnmente conocido simplemente como Aldebarán), el cuarto planeta del sistema solar aldebarano y el único descubierto para ser hospitalario. Se revela que desde su colonización 100 años antes, la comunicación con la Tierra ha sido imposible, la razón por la cual no se explica. Como resultado, los colonos han tenido que poner en marcha una sociedad autocrática, teniendo que contentarse con lo que está disponible en el planeta. La población original de 3.000 colonos crece rápidamente a alrededor de 20.000 habitantes cuando comienza el ciclo.
La historia comienza en el año 2179 con la destrucción completa de un pequeño pueblo de pescadores al norte de la isla de Bigland, conocida como Arena Bianca, por una misteriosa y voraz criatura marina. Toda la población muere en el ataque con la excepción de tres adolescentes, Marc Sorensen, Kim Keller y Nellie Keller, que quedan huérfanos tras el desastre. Marc y Kim deciden dirigirse a la capital de la colonia, Anatolia, varios miles de kilómetros al sur, con la esperanza de ganarse la vida. Los dos deciden esclarecer el misterio del animal asesino que devastó su aldea al conocer a Driss Shediac y Alexa Komarova, dos biólogos amistosos y experimentados que son perseguidos activamente por la policía. En el curso de sus aventuras se revela que el gobierno central de Aldebarán es autoritario y dictatorial. Los dos adolescentes también se encuentran con el oportunista Míster Pad, un vagabundo travieso, que se ofrece a ayudarlos siempre y cuando obtenga algo a cambio del trato.
Alexa y Driss finalmente deciden formar un grupo secreto compuesto por Kim, Marc, Míster Pad, así como varios de sus amigos que son conscientes de su secreto: la mantriz, una criatura compleja y proteica,responsable de la aniquilación del pueblo de Kim y Marc. Esta,  bajo ciertas formas, entra en contacto amistoso con los seres humanos, haciendo que absorban cápsulas que prolongan la vida, con la esperanza de establecer una relación simbiótica. Alexa y Driss han estado absorbiendo estas cápsulas durante algún tiempo mientras continúan su investigación sobre la criatura, y proponen que los otros miembros del grupo comiencen a absorber las cápsulas también. Así nace el Grupo Mantriz.
El gobierno finalmente alcanza al grupo, pero es salvado por la mantriz, que simplemente hace que los intrusos desaparezcan. Poco después, Kim y Marc ven un transbordador espacial en el cielo, que resulta ser el primer contacto entre la Tierra y Aldebarán, hecho posible cuando las computadoras de repente y milagrosamente comienzan a funcionar de nuevo. El gobierno colonial se disuelve y el comercio y los viajes comienzan con la Tierra; Marc y Kim, ahora pareja, deciden dejar Aldebarán y dirigirse hacia la Tierra para continuar sus estudios. Driss y Alexa fundaron el Instituto para el Estudio de la Mantriz, financiado en gran medida con ayuda terrestre.

### El ciclo Betelgeuse
Así como las comunicaciones son restablecidas con la Tierra en Aldebarán, otra nave, la Konstantin Tsiolkowski , se dirige a un planeta habitable recién descubierto, Betelgeuse-6 (comúnmente conocido como Betelgeuse), el sexto y único planeta viable del sistema planetario Betelgeuse. Aunque no tiene ninguna conexión con el proyecto Aldebarán, se desarrolla el mismo escenario de pesadilla, y de nuevo toda la comunicación con la Tierra se pierde, debido a un virus informático no identificado. Después de perder contacto, un pequeño grupo (alrededor de 100 personas) aterrizan en la superficie del planeta, pero a su vez pierden contacto con el transbordador que permanece en órbita. Mientras tanto, este mismo transbordador progresivamente es víctima del frío del espacio tras la descomposición de los radiadores a bordo, y los 3.000 colonos a bordo, en estado de hibernación desde su salida de la Tierra, son asesinados. El resto de la tripulación del transbordador, encontrándose en una situación desesperada, se suicida.
El ciclo Betelgeuse comienza seis años después de estos eventos, con Kim y Marc, ahora adultos, después de haber pasado estos años viviendo en la Tierra. Kim, habiendo obtenido un diploma en Biología, decide regresar a Aldebarán sin Marc, ya que su relación se ha paralizado. Alexa da la bienvenida a Kim a su llegada y la invita a tomar parte en una misión de rescate a Betelgeuse. Alexa está motivada por sus hallazgos, junto a Driss, de que la mantriz ha estado en contacto regular con Betelgeuse, y que podría obtenerse más información mediante el envío de una misión allí. Además, Driss cree que es posible que las rupturas en las comunicaciones sean provocadas por la mantriz.
Kim acepta hacer el viaje, sintiendo que podría ser un momento decisivo en su vida, y una semana más tarde está de camino a Betelgeuse, acompañada por el coronel Wong y el teniente Steve Hudson; el grupo pronto se une a Inge y Héctor, milagrosos supervivientes del desastre de Konstantin Tsiolkowski, los cuales se hallaban a bordo de la malograda nave. Desafortunadamente, el virus destructivo también se transmite a la nave del grupo. Al encontrarse aislados de Aldebarán, el grupo decide emprender una misión a la superficie del planeta.
El grupo se entera rápidamente de que dos grupos opuestos se han formado en el planeta. La mayoría de los supervivientes se han asentado en el lado de un acantilado, en una sociedad marcada por reglas estrictas y disciplina militar, formando así el grupo del cañón. El segundo, dirigido por la excomandante del Konstantin Tsiolkowski, extremadamente arrepentida después de perder el control de la nave que debía comandar, es conocido como el grupo del desierto. Los dos grupos están involucrados en una disputa sobre las formas de vida nativas del planeta, los iums, en cuanto a si estos animales son lo suficientemente inteligentes como para abandonar el proyecto según la carta de la ONU sobre la colonización.
Kim, después de haber tomado el liderazgo de la misión de rescate después de la muerte accidental del coronel Wong, decide dirigir un equipo, compuesto por la tripulación de su nave, así como dos representantes de cada uno de los grupos opuestos, en una misión de exploración a través del cañón para aprender más sobre los iums. Kim comienza a sentirse inquieta con respecto al grupo del cañón debido a sus métodos expeditivos, y la tensión aumenta dentro del equipo hasta que, durante una disputa, un miembro del grupo del cañón, George Dixon, accidentalmente dispara a Kim en el estómago. Su cuerpo desaparece en un río subterráneo, y Héctor, Steve e Inge se embarcan en una misión para salvarla, mientras que los miembros de las dos facciones planetarias que compiten, convencidas de que no ha sobrevivido, regresan a sus bases, sin saber que las cápsulas de mantriz que Kim ha estado tomando le han dado habilidades curativas inusuales.
El equipo de rescate logra salvar a Kim de las cuevas, aunque Steve pierde la vida en el esfuerzo, y se instala en una zona tranquila durante un período de dos meses. Kim conoce a un extraterrestre, Sven, que de hecho es un espía humanoide originario del mismo planeta que la mantriz y establecido en Aldebarán. Se obsesiona con Kim y decide romper las estrictas leyes con respecto a su trabajo y entrar en una relación con ella. Kim y Sven se vuelven íntimos, y ella obtiene información importante sobre la mantriz de él. De vuelta entre los seres humanos, Kim revela lo que Sven le enseñó con respecto a las mantrices (mientras que al mismo tiempo oculta el hecho de que había una relación entre los dos): la mantriz de Betelgeuse creó el virus informático y se está preparando para liberar un virus biológico diseñado para infectar a los seres humanos, a los que encuentra demasiado agresivos. Se hace necesario deshacer el campamento, pero Kim anuncia que la mantriz ha aceptado permitir que una delegación de un pequeño número de seres humanos permanezca en el planeta mientras acepten no intentar reanudar los esfuerzos de colonización. Por consiguiente, se abandona la colonización a gran escala de Betelgeuse.

### El ciclo Antares
Antares comienza con tres personas explorando Antares-5, que detectan y registran un animal que desaparece lentamente. Deciden enviar la película a la Tierra. En la Tierra, en París, Kim y una amiga de la universidad, June Oliseh, visitan un zoológico, que alberga al último chimpancé vivo. Otros visitantes la reconocen cuando se van. Se va a una grabación de un programa de entrevistas diurno. Más tarde en Nueva York, un grupo de ejecutivos de Forward Enterprises se reúnen para discutir por qué el Proyecto Antares se ha estancado. Ven la película desde Antares-5. Ante otra posible catástrofe, suspenden inmediatamente el Proyecto Antares. El programa de entrevistas se emite. Más tarde, después de discutir con Jedidiah, un hombre religioso que tiene la intención de fundar una nueva sociedad, Forward Enterprises decide reanudar el esfuerzo de colonización, y mantener la película en secreto. Deciden usar a Kim para apuntalar su imagen, ya que actualmente está en el centro de atención de los medios. Kim y June regresan a su apartamento y ven una vieja película (2001: Una odisea en el espacio). Kim recibe un mensaje de Alexa contándole el resultado de su juicio. Fue condenada a quince años, Marc a ocho y el Sr. Pad, que ha huido, a diez. Al día siguiente Leliah y su hijo Samir, que le pide una firma en su gorra, la visitan. Leliah ha venido a reclutarla para ir a Antares-5, como parte del esfuerzo de colonización. Será la capitana del Robert Goddard, la rebautizada nave Konstantin Tsiolkowski. Kim y June más tarde visitan al Sr. Thornton, quien trata de convencerla aún más, aunque ella tiene la intención de regresar a Betelgeuse y establecer un puesto avanzado. Se ofrece a liberar y perdonar a sus amigos de la cárcel si ella va, por el bien de la humanidad. En contra de su propio deseo, Kim acepta el acuerdo. Más tarde, en la cena en la Torre Eiffel, habla de su futuro. Al día siguiente, su exploración médica previa al vuelo revela que está embarazada, a pesar de no haber tenido relaciones durante bastante tiempo.
En Antares-5, Salif tiene la intención de disparar a un animal en un pozo de agua para la cena, cuando es emboscado por un depredador sumergido. Mientras come, un tercer depredador, una cosa negra, como una capa, los cubre a ambos. En el camino de regreso, dispara a una criatura voladora. Recuperándolo, Liang Mei es picado por un pequeño insecto metálico del tamaño de un mosquito, con rotores gemelos. Lo ponen en un contenedor de muestras, pero después de que regresan a la base, descubren que ha desaparecido de la botella.
Dos años más tarde en la base de avanzada de Betelgeuse, Alexa y Mark son recibidos por Toshiro Matsuda. Preguntan por Kim, pero se les dice que se ha marchado al no sentirse bien tras su parto. Toshiro es ofrece a llevarlos a ver a Maï Lan y Héctor, ahora pareja, que viven más abajo del cañón. Maï Lan acepta llevarlos hasta Kim, pero solo si el Sr. Matsuda se queda atrás. Pese a no estar de acuerdo este acepta, y los tres vuelan más abajo del cañón. Maï Lan le dice a Alexa que Kim está viviendo junto al Sr. Pad.
Aterrizan y caminan a una casa, donde encuentran a Kim en un pequeño jardín. Ella se alegra de verlos. Pero cuando le preguntan por qué se queda allí, les dice que es debido a su bebé. Cuando Mark pregunta quién es el padre, ella revela que es Sven, el alienígena con el que tuvo un encuentro íntimo. Luego los lleva a conocerla. Se sorprenden cuando Lynn emerge de una poza del río. Parece algo humana, pero tiene una aleta en la espalda y los tobillos, hendiduras de branquias en sus lados así como ojos verticales.
Se sorprenden de que ella y Sven pudieran haber tenido un hijo, siendo de diferentes razas, y ella les cuenta que cree que las cápsulas proporcionadas por la mantriz alteraron su cuerpo. Lynn era una bebé normal hasta los seis meses, cuando cambió. Sin Maï Lan y Héctor, se habría vuelto conocida como la madre de una niña acuática. Alexa y Mark acuerdan no decírselo a nadie. Mientras tanto, Maï Lan se quita el vestido y juega en el agua con Lynn. Pad los invita a cenar. En la mesa hablan. Kim les explica el proyecto Antares. La razón principal de la misión la abundancia de Escandio -un elemento mucho más valioso que el oro- que presenta el planeta. A Kim le gustaría ir llevándose a Lynn con ella, lo que presenta un problema. Justo en ese momento, Maï Lan aparece y se ofrece a formar parte de la misión como cuidadora de Lynn.
En Antares, Salif y Zao discuten qué harán cuando regresen a la Tierra. También hablan de una extraña criatura que parece haberlos adoptado. Se preguntan si podría ser inteligente. Mei tiene la intención de ir a nadar, pero la criatura tiene una reacción a algo en la hierba alta. Salif dispara a la cosa en el césped con una ametralladora, matándola. Mei va a buscar una cámara, pero de repente se congela y desaparece lentamente, mientras Salif y Zao miran.
El vuelo de la colonia está lleno de acontecimientos, ya que la mayoría de los colonos son miembros de un culto patriarcal extremo, que cree en las mujeres que se afeitan el pelo, usan ropas infladas y se someten a los hombres. La comandante Leliah no se llevaba bien con ellos y fue reemplazada. Maï Lan es casi violada por varios de ellos y Alexa confinada a sus aposentos por defenderla. El aterrizaje en el planeta se complica por la decisión de los organizadores de la misión de reducir los costos y hace que un transbordador se estrelle en tierra, separando parte de la tripulación. Comienzan una caminata de regreso, junto con varios polizones. Una oportunidad de un rescate más rápido se ve frustrada cuando un gran número de animales vienen a alimentarse de flores que surgieron en medio de su campamento. Jedidiah les ordena disparar, causando un pánico masivo en el que su helicóptero es destruido. Varias personas mueren en el camino, por ataques de animales. La hija de Kim también desaparece. Un rayo iónico, visto después, apunta al planeta vecino, Antares-4.
Alexa finalmente roba un transbordador para rescatarlos. Cuando regresan, descubren que los fanáticos se han hecho con el control del campamento, y ordenan a las mujeres que cumplan con sus nuevas reglas. Alexa se niega, causando una contrarevuelta y el orden es restaurado. Jedidiah tiene la intención de dirigirse al planeta para representar a la humanidad. Eventualmente se organiza una expedición conjunta, aunque Jedidiah vuelve a causar problemas. El único signo de vida es una esfera de piedra gigante en el "Punto X", el origen de los rayos. La piedra es extremadamente pesada, pero puede flotar y tiene una superficie pegajosa. Aparece una esfera de piedra más pequeña que sondea a la tripulación. Sven y otro alienígena observan todo desde lejos. Los hologramas de Lynn y Mei aparecen y luego desaparecen. Un duplicado más grande y sólido de su nave aparece junto a ellos.
Kim y Alexa abordan la réplica del transbordador para ser transportados a un lugar desconocido donde encuentran a Lynn, la hija de Kim, y Liang Mei, un miembro del equipo que había desaparecido hace tres años. De vuelta, igual de misteriosamente, al transbordador original, la tripulación de la misión es finalmente contactada por Sven, el padre extraterrestre de Lynn, y su superior Eltven. Jedidiah intenta crear un contacto, pero es rechazado firmemente por Sven quien le explica que son los hombres como él, obtusos y convencidos de tener la verdad absoluta, los responsables de que los altos líderes del pueblo de Sven se hayan negado hasta ahora a contactar con los seres humanos que han conocido desde la colonización de Aldebarán. Profundamente molesto por este último cuestionamiento de sus creencias, Jedidiah se suicida. Al mismo tiempo, Sven y Eltven explican que los fenómenos que condujeron a los terrícolas a lo largo del planeta son obra de otra civilización extraterrestre, mucho más avanzada y de la que no saben nada,
Los extraterrestres deciden establecer un contacto progresivo con la gente de la Tierra, lo que dará lugar a una colaboración científica entre los terrícolas y los tsalterianos (la especie de Sven) para estudiar un cubo con extrañas propiedades que se encuentra en un continente inexplorado de Aldebarán. Cualquier contacto entre los terrícolas y los tsalterianos tendrá que pasar por Kim Keller, que será la única que podrá contactar con ellos y también estará al frente del equipo de ciencias de la tierra. Alexa Komarova, por su parte, es elegida para convertirse en la embajadora de la Tierra y tendrá que ir al planeta de los tsalterianos con Driss Shediac, desde el primer ciclo. Lynn también tendrá que ir a este planeta para recibir la educación adecuada durante su próxima fase acuática. Es una persona muy importante porque es el primer caso conocido de hibridación entre tsalterianos y humanos, probablemente debido a la modificación del metabolismo de Kim, causada por la ingestión de las cápsulas de Mantriz.

### El ciclo Supervivientes
Doce jóvenes, miembros de la escuela de la ONU, son los únicos supervivientes del Tycho Brahe, una nave colonizadora que va de camino a Aldebarán. Ellos y su pequeño transbordador aterrizan a salvo en el planeta GJ1347-4, aterrizando en una selva. Se encuentran con primitivos insectoides y humanoides extraños. Los humanoides compran su lanzadera y comunicadores y les dan un rifle y monedas, así como direcciones hacia una ciudad.
Pronto salen de la selva, entrando en una región de Savannah. Encuentran un rifle y el cadáver de Helena. También se encuentran con nativos, llevando a Shirley y Goran como prisioneros. Goran se defiende y lo matan. Manon camina hacia adelante y elimina tranquilamente a todos los alienígenas. También rescatan a un alienígena parecido a un león, Antac, que parece amistoso. Este les cuenta que se dirigía a otro planeta, pero acabó aterrizando en GJ1347-4 igual que ellos.
Alex y Manon se dirigen a un río cercano para reponer su agua y se encuentran con una breve perturbación en el campo gravitatorio y una tormenta, con un límite claramente definido entre ambas. Entrando en ella, descubren que han viajado seis años hacia el futuro. Allí descubren que el resto de sus compañeros se fue para unirse al grupo de Antac, pero periódicamente vuelven a visitar el sitio.
Se visten con ropa de cuero, pero otras dos personas aparecen tras haber cruzado el mismo límite. Todos viajan a la ciudad, donde varias especies se mezclan, habiendo quedado varadas como ellos mismos. Se encuentran con Djamila y más componentes del grupo.
Los supervivientes son asesinados uno tras otro. Los dos últimos, Manon y Alex, se encuentran con una mantriz que les da las píldoras. Finalmente, terminan conociendo a Sven y abandonan el planeta.

### Retorno a Aldebarán
Kim regresa a su planeta natal, habiéndose convertido en una celebridad. Sin embargo, la forma en que los extraterrestres quieren trabajar con los terrícolas hace que mucha gente sea escéptica. Durante un discurso Kim es víctima de un ataque. Su hija Lynn está gravemente herida y debe irse al planeta de su padre Sven para ser operada. Kim conoce a Manon. Este último se convierte en su guardaespaldas. Luego hay otro ataque.

## Originales

### Aldebaran
1. La catastrophe - febrero de 1994 - ISBN 2-205-04186-X
2. La blonde - junio de 1995 - ISBN 2-205-04365-X
3. La photo - marzo de 1996 - ISBN 2-205-04476-1
4. Le groupe - mayo de 1997 - ISBN 2-205-04569-5
5. La créature - octubre de 1998 - ISBN 2-205-04761-2

### Betelgeuse
1. La planète - enero de 2000 -  ISBN 2-205-04902-X
2. Les survivants - marzo de 2001 -  ISBN 2-205-04987-9
3. L'expédition - mayo de 2002 -  ISBN 2-205-05231-4
4. Les cavernes - noviembre de 2003 -  ISBN 2-205-05475-9
5. L'autre - agosto de 2005 -  ISBN 2-205-05636-0

### Antares
1. Episode 1 - abril de 2007 -  ISBN 978-2-205-05889-5
2. Episode 2 - febrero de 2009 -  ISBN 978-2-205-06185-7
3. Episode 3 - febrero de 2010 -  ISBN 978-2-205-06371-4
4. Episode 4 - octubre de 2011 -  ISBN 978-2-205-06765-1
5. Episode 5 - octubre de 2013 -  ISBN 978-2-205-07127-6
6. Episode 6 - febrero de 2016 -  ISBN 978-1849182584

### Survivants
1. Episode 1 - enenro de 2011 -  ISBN 978-2-205-06524-4
2. Episode 2 - octubre de 2012 -  ISBN 978-2-205-06996-9
3. Episode 3 - septiembre de 2014 -  ISBN 978-2-205-07135-1
4. Episode 4 - abril de 2016 -  ISBN 978-2-205-07509-0
5. Episode 5 - marzo de 2017 -  ISBN 978-2-205-07666-0

### Retour sur Aldebaran
1. Episode 1 - mayo de 2018 -  ISBN 978-2205077797
2. Episode 2 - junio de 2019 -  ISBN 978-2-205-07938-8

## Publicación en español
ECC está publicando la serie traducida al español. Hasta el momento han aparecido los siguientes volúmenes:

### Aldebarán
Incluye en un solo tomo los 5 episodios del original francés. Publicado en julio de 2017. ISBN 978-84-17176-89-1

### Betelgeuse
Incluye en un solo tomo los 6 episodios del original francés. Publicado en octubre de 2017. ISBN 978-84-17176-89-1

### Antares
Incluye en un solo tomo los 6 episodios del original francés. Publicado en noviembre de 2017. ISBN 978-84-17243-20-3

### Los mundos de Aldebarán: Supervivientes - Anomalías cuánticas
Incluye en un solo tomo los 5 episodios del original francés. Publicado en noviembre de 2017. ISBN 978-84-17243-39-5

### Regreso a Aldebarán
Incluye en un solo tomo los 3 episodios del original francés. Publicado en septiembre de 2021. ISBN 978-84-18784-81-1

## Problemas con la censura en la versión inglesa
Las versiones inglesas han sido censuradas por su editor, Cinebook, reemplazando las viñetas originales de desnudos con versiones editadas donde se ha añadido ropa interior a personajes previamente desnudos.
Esto dio lugar a una intensa polémica entre el público lector de cómics, tanto porque la ropa interior añadida parece fuera de lugar en varios segmentos clave de la historia -donde había razones para que los personajes aparecierasn desnudos en la trama- como también por el acto de censura en sí en lo que es, en esencia, una serie de cómics comercializada para el público adulto como lo ha sido en otros países. Esto ha llevado a los fanes a buscar las versiones originales sin censura en diferentes idiomas y fuentes.